# Ajan-Juriach
Ajan-Juriach (ros. Аян-Юрях) – rzeka w azjatyckiej części Rosji, w obwodzie magadańskim; jedna z rzek tworzących Kołymę; długość 237 km; powierzchnia dorzecza 24 100 km².
Źródła w Górach Chałkańskich; płynie w wąskiej dolinie miejscami dzieląc się na liczne ramiona lub meandrując; u podnóży Gór Czerskiego łączy się z rzeką Kułu tworząc Kołymę.